# 자유-오픈 소스 소프트웨어 패키지 목록
아래는 자유-오픈 소스 소프트웨어 패키지의 목록이다.
소프트웨어 프로그램의 소스가 오픈되어 있어 개발과 보안에 대한 신뢰성과 안전성이 안정되어 있다.
또한, 대부분 무료버전이거나 무료버전을 제공함으로, 상용 프로그램의 대안(대체) 프로그램으로도 인식되어 사용되고 있다.

## 잘 알려진 오픈 소스 소프트웨어

### 체제 (System)

#### 운영 체제(Operating System)
- 유닉스 : AT&T의 벨 연구소가 개발
  - 유닉스 계열 운영 체제
    - FreeBSD : FreeBSD 프로젝트가 개발
      - 다윈 : 애플이 개발
      - PC-BSD : iXsystems 가 개발

    - OpenBSD : OpenBSD 프로젝트가 개발
    - NetBSD : NetBSD Foundation이 개발
    - 오픈 솔라리스 : 선 마이크로시스템즈가 솔라리스를 기반으로 개발
- 리눅스 : 리누스 토르발스와 GNU 프로젝트가 개발

- 프리도스 : Jim Hall(짐 홀)이 개발한 도스

#### 데스크톱 환경
- GNOME : 그놈 프로젝트가 개발
- KDE : KDE 프로젝트가 개발
- Xfce : Xfce 프로젝트가 개발
- LXDE : LXDE 프로젝트가 개발

#### 윈도 시스템
- X 윈도 : MIT와 X.Org Foundation가 개발
- DirectFB :  다이렉트 프레임 버퍼

#### 가상컴퓨터환경
- VirtualBox

### HTML 렌더링 엔진
- 게코 : 레이아웃 엔진, 넷스케이프 커뮤니케이션과 모질라 재단이 개발
- KHTML : KDE 프로젝트가 개발
- WebKit : 애플이 개발

### 메일 프로그램
- 모질라 선더버드 : 모질라 재단이 개발
- 시몽키 : 시몽키 위원회가 개발
- Novell Evolution : 노벨이 개발

### 스케줄 관리
- 모질라 선버드 : 모질라 재단이 개발
- 라이트닝 : 모질라 재단이 개발
- Novell Evolution : 노벨이 개발

### 편집기

#### 오피스 제품군(Office Suite)
- LibreOffice (리버오피스) : The Document Foundation (다큐먼트 재단)이 개발
- OpenOffice.org : 선 마이크로시스템과 OpenOffice Foundation이 개발
- 그놈 오피스 : GNOME 프로젝트가 개발
- KOffice : KDE 프로젝트가 개발

#### 문서 편집기(Text Editor)
- Leafpad : 잎사귀메모장
- 노트패드++ 노트패드++
- 당근 에디터

#### 수식 편집기
문서 조판에 사용되는 프로그램
- LaTeX 레이텍 또는 라텍

#### 지식관리
- FreeMind : 무료 마인트맵 소프트웨어, http://freemind.sourceforge.net/

### 파일 관리 도구

#### 파일 비교(Compare)
- WinMerge : WinMerge Project가 개발

#### 압축
- 7-Zip : Igor Pavlov가 개발
- PeaZip

#### 소스 동기화
- SVN
- CVS

### 드라이브 암호화·복호화
- TrueCrypt : TrueCrypt Foundation가 개발

### 인터넷도구

#### 파일받기
- FreeRapid Downloader : 라피드의 비상용버전, http://wordrider.net/freerapid/

#### 채팅
- XChat2 : xchat의 비상용버전, https://web.archive.org/web/20121114014943/http://www.silverex.org/download/

#### 파일 공유
- 이뮬 : P2P 파일 공유 툴, http://www.emule-project.net/

### 그림 도구

#### 사진 편집기
이미지 편집 프로그램
- GIMP : GNU Project가 개발, 사진보정/이미지 저작 도구, http://www.gimp.org/, 상용 : 어도비 포토샵

#### 그림 편집기
그래픽 편집 프로그램
- 잉크스케이프 : The Inkscape Team가 개발 - 벡터방식의 그림편집도구, 상용 : 어도비 일러스트레이터
- Blender: Blender Foundation가 개발

#### 그림 뷰어
- nView : 한국, 그림보기 및 편집 http://iblogbox.com/nview/%5B깨진+링크(과거+내용+찾기)%5D ,https://web.archive.org/web/20121104232417/http://kldp.net/projects/nview

### 3D 그래픽
- 블렌더 (3D 애니메이션 제작,영상편집,사운드 편집)

### 출판 도구
출판 편집 프로그램
- 스크라이버스- 포스터나 출판물 인쇄등에 사용되는 편집도구

### 멀티미디어

#### 사운드 재생기
- Amarok : Amarok 팀 개발
- FUPlayer : Jason Gerard DeRose가 개발
- Exaile : Exaile Developers가 개발
- 송버드 : POTI, Inc. 개발

#### 멀티미디어 코덱
- Xvid : MPEG4 코덱

#### 사운드 편집기
- Csound : 음향효과 제작 프로그램
- 뮤즈스코어 : 음악 제작 프로그램

### 터미널에뮬레이터
- PuTTY : 퍼티
- 테라 텀 : UTF-8 TeraTerm Pro with TTSSH2 Project로 개발

### 파일 서버
- 삼바 : Samba Developers가 개발
- 파일질라(FileZilla)

### 지도
- 오픈스트리트맵

### 캐드(CAD)
- QCad
- LibreCAD

### 반도체 설계(EDA)
- Electric (software) : 전자 설계 자동화프로그램

### 콘텐츠 매니지먼트 시스템(CMS)

#### 범용 CMS
- C3
- Dynamicweb
- Geeklog Developers가 개발한Geeklog
- Joomla!
- MODx
- PHP-Nuke
- RCMS
- SITE PUBLIS
- Typo3
- XOOPS Cube
- Drupal

#### 블로그
- 워드프레스
- 텍스트큐브
- Movable Type의 MTOS
- Nucleus CMS

#### 위키
- 미디어위키 : 위키미디어 재단이 개발
- TiddlyWiki : TiddlyWiki Developers가 개발
- TWiki : Twiki Developers가 개발
- JAMWiki : JAMWiki Developers가 개발
- XWiki : XWiki Developers가 개발
- DokuWiki : DokuWiki Developers가 개발
- PukiWiki : PukiWiki Developers가 개발
- PyukiWiki : PyukiWiki Developers가 개발
- Hiki : Hiki Developers가 개발
- FreeStyleWiki : FreeStyleWiki Developers가 개발

#### SNS
- OpenPNE
- MyNETS(OpenPNE 프로젝트로부터 파생)
- rktSNS
- Dolphin Smart Community Builder

#### 상용
- osCommerce
- osCommerce로부터 파생한Zen Cart
- EC-CUBE - 사이트

#### 교육용
- Moodle

### 개발 도구

#### 통합 개발 환경(Integrated Development Environment)
- Code::Blocks

#### 컴파일러
- GCC (=GNU 컴파일러 모음,=GNU 소프트웨어 도구 모음),GNU(GNU is Not Unix) 프로젝트의 프리웨어(freeware) 컴파일러.
- MinGW/MSYS (=Minimalist GNU for Windows)MinGW는 마이크로소프트 윈도우로 포팅한 GNU 소프트웨어 도구 모음(GNU Compiler Collection)이다.

### 데이터베이스: 관계형데이터베이스
- PostgreSQL : PostgreSQL Foundation가 개발
- MySQL : 선 마이크로시스템즈 자회사인 MySQL AB가 개발
- MaxDB : SAP와 MySQL AB가 개발
- Apache Derby : IBM와 아파치 소프트웨어 재단이 개발

### 웹

#### 웹 브라우저
- 모질라 파이어폭스 : 모질라 재단이 개발
- 시몽키 : 시몽키 위원회가 개발
- 카미노 : 모질라 재단이 개발
- Galeon : 그놈 프로젝트가 개발
- 에피파니 : 그놈 프로젝트가 개발
- 컹커러 : KDE 프로젝트가 개발
- 시이라 : Shiira 프로젝트가 개발
- 구글 크롬 : 구글이 개발

#### 웹 편집기
- 모질라 에디터 - Mozilla / SeaMonky의 Composer
- 엔뷰 - Composer의 독립
- KompoZer - Nvu 1.x계 Bug Fix
- Amaya : W3C에서 제작

#### 웹 애플리케이션 프레임워크
- 아파치 스트럿츠 : 아파치 소프트웨어 재단이 개발
- 루비 온 레일즈 : Ruby on Rails Project가 개발
- 장고 : Django Project가 개발

#### 웹 컨테이너
- 아파치 톰캣 : 아파치 소프트웨어 재단이 개발

#### 웹 서버
- 아파치 웹 서버 : 아파치 소프트웨어 재단이 개발
- thttpd : ACME Laboratories가 개발

#### 웹 애플리케이션 서버
- 아파치 제로니모 : 아파치 소프트웨어 재단이 개발
- 제이보스 : JBoss가 개발
- Zope : Zope Project가 개발
- JOnAS : OW2 Consortium가 개발

#### 바이러스 검사 소프트웨어
- 클램 안티바이러스

### CRM
- SugarCRM : SugarCRM가 개발

### ERP
- Compiere : Compiere가 개발

### PBX
- Asterisk (PBX) : Digium, Inc.가 개발

### ECM
- Alfresco : Alfresco Software가 개발

## 한국의 오픈 소스 소프트웨어

### 관계형데이터베이스(RDB)
- 큐브리드 : 큐브리드에서 개발

### 웹 애플리케이션 프레임워크
- 애니프레임 : 삼성SDS에서 자사 제품을 오픈소스화

## 같이 보기
- 오픈 소스 소프트웨어
- 오픈 소스 사용권
- GNU 패키지 목록